# Čakra di Aśoka

lamiera di costruzione

La Čakra di Aśoka (ruota di Aśoka) devangari अशोक चक्र (ashok cackr) è un simbolo indiano che è una rappresentazione del dharmachakra (in italiano: "ruota del dharma"). È così chiamato perché appare su un certo numero di editti di Ashoka il Grande, tra cui la capitale del Leone di Ashoka. L'uso più visibile del Chakra Ashoka oggi è al centro della bandiera dell'India (adottato il 22 luglio 1947), dove viene reso in un colore blu navy su uno sfondo bianco, sostituendo il simbolo del charkha (ruota di spiondina) delle versioni pre-indipendenza della bandiera.  È anche mostrato nella medaglia Ashoka Chakra, che è il più alto riconoscimento per la galanteria in tempo di pace.

## La storia simbolica
Quando Gautama Buddha raggiunse l'illuminazione a Bodh Gaya, venne a Sarnath. Lì trovò i suoi cinque discepoli, Assaji, Mahonman, Konda'a, Bhaddiya e Vappa, che in precedenza lo avevano abbandonato. Introdusse loro i suoi primi insegnamenti, stabilendo così il Dharmachakra. Questo è il motivo ripreso da Ashoka e ritratto in cima ai suoi pilastri.
I 24 raggi rappresentano i dodici legami causali insegnati dal Buddha e dal pasaccasamuppàda (Originazione Dipendente, Allevamento Condizionato) in avanti e poi inverso.primi 12 raggi rappresentano 12 stadi di sofferenza. I successivi 12 raggi non rappresentano alcuna causa di effetto. Quindi, a causa della consapevolezza della mente, la formazione del condizionamento mentale cessa. Questo processo interrompe il processo di nascita e morte, cioè nibbàna. Rappresenta anche la “ruota del tempo”. I dodici collegamenti causali, abbinati ai loro corrispondenti simboli, sono:
1. L'ignoranza di Avidy
2. Condizionare la mente Sa?kh?ra inconsapevolmente
3. Vijàna non è cosciente
4. Noce e forma di Nàmaràpa (elementi costituenti dell’esistenza mentale e fisica)
5. Al-yatana sei sensi (occhio, orecchio, naso, lingua, corpo e mente)
6. Contatto con la Spar?acontact
7. Sensazione di Vedanà
8. Ta'hà sete
9. Up-d?na afferrando
10. Bhava che viene ad essere
11. Jàti il nascite
12. La vecchiaia di Jarsmaraìa e la morte – il cadavere veniva trasportato.

Questi 12 in avanti e indietro rappresentano un totale di 24 raggi che rappresentano il dharma. L'Ashoka Chakra descrive i 24 principi che dovrebbero essere presenti in un essere umano.
Incantichissimo emblema a forma di ruota risalente all'Impero Maurya, di cui costituì un vessilloide. Prende il nome dall'imperatore Aśoka della dinastia Maurya, il cui regno ebbe luogo dal 269 a.C. al 231 a.C.lusione nella bandiera nazionale dell'India
Ashoka Chakra è stato incluso nel mezzo della bandiera nazionale dell'India. Il chakra intende dimostrare che c'è vita in movimento e morte nella stagnazioneOriginariamente, la bandiera indiana era basata sulla bandiera Swaraj, una bandiera del Congresso Nazionale Indiano adottata dal Mahatma Gandhi dopo aver apportato modifiche significative al progetto proposto da Pingali Venkayyabandiera includeva charkha che fu sostituita con Ashoka Chakra dalla proposta di Ambedkar 

### oggi
Oggi il termine indica la principale onorificenza militare indiana, assegnata per atti di grande coraggio in un contesto civile.

Ashoka Chakra

Una stilizzazione della ruota di Ashoka è contenuta nell'emblema dell'India, ed è anche raffigurata nella bandiera dell'India.

## Si veda anche
Le categorie :
- La cultura dell'India
- Simboli nazionali dell'India
- I Memoriali di Ashoka
- Testi di Ashoka Chakra

- Questa pagina è stata modificata per l'ultima volta il 28 gennaio 2025, alle 19:08.
- Il testo è disponibile sotto la licenza Creative Commons Attribution-ShareAlike 4.0 ; Potrebbero essere applicati termini aggiuntivi. Utilizzando questo sito, l'utente accetta le Condizioni d'uso e l'Informativa sulla privacy. Wikipedia è un marchio registrato della Wikimedia Foundation, Inc., un'organizzazione senza scopo di lucro.

1. L'ignoranza di Avidy
2. Condizionare la mente Sa?kh?ra inconsapevolmente
3. Vijàna non è cosciente
4. Noce e forma di Nàmaràpa (elementi costituenti dell’esistenza mentale e fisica)
5. Al-yatana sei sensi (occhio, orecchio, naso, lingua, corpo e mente)
6. Contatto con la Spar?acontact
7. Sensazione di Vedanà
8. Ta'hà sete
9. Up-d?na afferrando
10. Bhava che viene ad essere
11. Jàti il nascite
12. La vecchiaia di Jarsmaraìa e la morte – il cadavere veniva trasportato.

Questi 12 in avanti e indietro rappresentano un totale di 24 raggi che rappresentano il dharma. L'Ashoka Chakra descrive i 24 principi che dovrebbero essere presenti in un essere umano.